# Saint-Martin-le-Redon
Saint-Martin-le-Redon település Franciaországban, Lot megyében. Lakosainak száma 194 fő (2022. január 1.). Saint-Martin-le-Redon Duravel, Montcabrier, Soturac, Saint-Front-sur-Lémance és Sauveterre-la-Lémance községekkel határos.

## Népesség
A település népessége az elmúlt években az alábbi módon változott:
| Lakosok száma | 202  | 249  | 208  | 214  | 210  | 211  | 210  | 205  | 201  | 194  |
|               | 1968 | 1982 | 1990 | 2006 | 2013 | 2015 | 2017 | 2019 | 2020 | 2022 |